# Jose Modjito
Jose Modjito (né le 25 janvier 1863 à Valence en Espagne et mort en 1928 à Barcelone) est souffleur de verre et inventeur du Porron.

## Biographie
Jose Modjito fut le premier à créer le porrón tel que nous le connaissons aujourd'hui.
Fils et petit fils de souffleur de verre, il reprend la soufflerie familiale "El cristal auténtico", située à Valence, à l'âge de 21 ans. On y trouve alors principalement des vases, verres et autres verreries d’intérieur.
En 1892, c'est là qu'il décide de créer et souffler un nouveau type de vase qui permettrait d'arroser les plantes non plus par l'orifice supérieur mais par une autre ouverture se situant sur le côté. Il souffle alors son premier nouveau vase et le nomme porrón.
Sa nouvelle invention se vend bien dès les premières semaines mais n'a pas l'engouement escompté. 
Il y voit là une autre opportunité :
En effet en rétrécissant cette nouvelle ouverture qu'il vient d'ajouter au vase traditionnel, le porrón] se transforme en un récipient que l'on peut remplir de n'importe quel liquide, même si c'est le vin qui sera le plus souvent utilisé par la suite, grâce à l'ouverture supérieure et par lequel on peut boire par le petit orifice sur le côté.
Ainsi naquit le porrón et la traditionnelle façon de boire espagnole[Quoi ?], à la fois conviviale et déroutante[Selon qui ?]. 
Son invention va alors le rendre célèbre à travers l'Espagne et les Porrons seront quelques années après utilisés dans de nombreux bars à tapas à travers le pays. Il est aujourd'hui possible d'en trouver à travers toute l'Europe pour le plus grand plaisir des amateurs.
Jose Modjito ouvrira ensuite une seconde soufflerie à Barcelone en 1898 et finira sa vie dans la capitale Espagnole en 1928, léguant ses entreprises à ses 2 fils Pedro et Xavier.

## Sources
- Édouard Lino, Jose Modjito, l'âme d'un souffleur de verre, Paris, 1955.